# Rainer Basedow
Pour les articles homonymes, voir Basedow.
Rainer Basedow est un acteur allemand né le 20 mai 1938 à Mühlhausen (Saxe, Prusse, Allemagne) et mort le 15 mai 2022 à Salzbourg (Autriche).

## Biographie
Rainer Basedow tient le rôle de Pike dans la série Deux ans de vacances diffusée en France en juin 1974, et plusieurs rôles dans des séries allemandes (Inspecteur Derrick, Tatort, Le Renard, etc.)

## Filmographie partielle

### Cinéma
- 1968 : Venons-en au fait, mon trésor (Zur Sache, Schätzchen) de May Spils
- 1968 : Dynamite en soie verte (Dynamit in grüner Seide) de Harald Reinl
- 1969 : Secteur interdit (en) (Die Engel von St. Pauli)
- 1971 : L'Homme qui vient de la nuit de Jean-Claude Dague
- 1971 : L'Héritage de tante Gertrude (Tante Trude aus Buxtehude) de Franz Josef Gottlieb
- 1972 : Der Todesrächer von Soho de Jess Franck
- 1976 : Ansichten eines Clowns de Vojtěch Jasný

### Télévision
- 1974 : Deux ans de vacances (mini-série) de Gilles Grangier et Sergiu Nicolaescu